# Wereldkampioenschappen kunstschaatsen 1984
De Wereldkampioenschappen kunstschaatsen is een evenement dat georganiseerd wordt door de Internationale Schaatsunie.
Het WK toernooi van 1984 vond plaats in Ottawa, provincie Ontario. Het was voor tweede keer dat het WK in Ottawa plaatsvond, in 1978 was de eerste keer, en de vijfde maal dat de Wereldkampioenschappen Kunstschaatsen in Canada plaatsvonden. Eerder vonden de WK toernooien plaats in Montreal (1932), Vancouver (1960) en Calgary (1972).
Voor de mannen was het de 74e editie, voor de vrouwen de 64e editie, voor de paren de 62e editie, en voor de ijsdansers de 32e editie.

## Historie
De Duitse en Oostenrijkse schaatsbond, verenigd in de "Deutscher und Österreichischer Eislaufverband", organiseerden zowel het eerste EK Schaatsen voor mannen als het eerste EK Kunstrijden voor mannen in 1891 in Hamburg, Duitsland, nog voor het ISU in 1892 werd opgericht. De internationale schaatsbond nam in 1892 de organisatie van het EK Kunstrijden over. In 1895 werd besloten voortaan de Wereldkampioenschappen kunstschaatsen te organiseren en kwam het EK te vervallen. In 1896 vond de eerste editie voor de mannen plaats. Vanaf 1898 vond toch weer een herstart plaats van het EK Kunstrijden.
In 1906, tien jaar na het eerste WK voor de mannen, werd het eerste WK voor de vrouwen georganiseerd en twee jaar later, in 1908, vond het eerste WK voor de paren plaats. In 1952 werd de vierde discipline, het WK voor de ijsdansers, eraan toegevoegd.
Er werden geen kampioenschappen gehouden tijdens en direct na de Eerste Wereldoorlog (1915-1921) en tijdens en direct na de Tweede Wereldoorlog (1940-1946) en in 1961 vanwege de Sabena vlucht 548 vliegtuigramp op 15 februari op Zaventem waarbij alle passagiers, waaronder de voltallige Amerikaanse delegatie voor het WK kunstrijden op weg naar Praag, om het leven kwamen.

## Deelname
Er namen deelnemers uit 22 landen deel aan deze kampioenschappen. Zij vulden 82 startplaatsen in.
Voor België nam Katrien Pauwels voor de derde keer bij de vrouwen deel.
Voor Nederland kwamen Marianne van Bommel en Wayne Deweyert voor de vierde keer uit bij het ijsdansen.
(Tussen haakjes het totaal aantal startplaatsen over de disciplines.)
| Canada (10) Sovjet-Unie (10) Verenigde Staten (9) West-Duitsland (8) Duitse Democratische Republiek (5) Verenigd Koninkrijk (5) | Frankrijk (4) Australië (3) Hongarije (3) Italië (3) Japan (3) Oostenrijk (3) | Zwitserland (3) Finland (2) Joegoslavië (2) Tsjecho-Slowakije (2) Zuid-Korea (2) | België (1) Denemarken (1) Nederland (1) Polen (1) Spanje (1) |

## Medailleverdeling
Bij de mannen werd Scott Hamilton voor de vierde opeenvolgende keer wereldkampioen. Brian Orser op de tweede plaats stond voor de tweede keer op het erepodium, in 1983 werd hij derde. De nummer drie, Alexandr Fadeev, stond voor de eerste keer op het erepodium.
Bij de vrouwen veroverde de nieuwe wereldkampioene Katarina Witt haar tweede WK medaille, in 1982 werd ze tweede. De nummer twee, Anna Kondrashova, stond voor de eerste keer op het erepodium. Elaine Zayak veroverde na haar tweede plaats in 1981 en de wereldtitel in 1982 dit jaar haar derde medaille door op de derde plaats te eindigen.
Bij het paarrijden veroverden Barbara Underhill / Paul Martini hun tweede WK medaille, in 1983 werden ze derde en dit jaar wereldkampioen. Ook Elena Valova / Oleg Vasiliev veroverden hun tweede medaille, in 1983 werden ze wereldkampioen en dit jaar tweede. Sabine Baess / Tassilo Thierbach op de derde plaats veroverden hun vijfde medaille (derde in 1979, tweede in 1981, wereldkampioen in 1982 en in 1983 weer tweede).
Bij het ijsdansen was het erepodium een kopie van 1983. Het paar Jayne Torvill / Christopher Dean werd voor de vierde opeenvolgende keer wereldkampioen. Natalja Bestemjanova / Andrej Boekin veroverden hun vierde medaille, in 1981 derde en in 1982, 1983 en dit jaar tweede. Judy Blumberg / Michael Seibert, net als in 1983 derde, veroverden hun tweede WK medaille.
| Discipline | Goud ·                           | Zilver ·                             | Brons ·                          |
| ---------- | -------------------------------- | ------------------------------------ | -------------------------------- |
| Mannen     | Scott Hamilton                   | Brian Orser                          | Alexandr Fadeev                  |
| Vrouwen    | Katarina Witt                    | Anna Kondrashov                      | Elaine Zayak                     |
| Paren      | Barbara Underhill / Paul Martini | Elena Valova / Oleg Vasiliev         | Sabine Baess / Tassilo Thierbach |
| IJsdansen  | Jayne Torvill / Christopher Dean | Natalja Bestemjanova / Andrej Boekin | Judy Blumberg / Michael Seibert  |

## Uitslagen

### Mannen / Vrouwen
| Goud   | Scott Hamilton        | Vlag van Verenigde Staten        |  |
| Zilver | Brian Orser           | Vlag van Canada                  |  |
| Brons  | Alexandr Fadeev       | Vlag van Sovjet-Unie             |  |
| 4      | Jozef Sabovcik        | Vlag van Tsjechië                |  |
| 5      | Rudi Cerne            | Vlag van Duitsland               |  |
| 6      | Brian Boitano         | Vlag van Verenigde Staten        |  |
| 7      | Heiko Fischer         | Vlag van Duitsland               |  |
| 8      | Vladimir Kotin        | Vlag van Sovjet-Unie             |  |
| 9      | Gordon Forbes         | Vlag van Canada                  |  |
| 10     | Gary Beacom           | Vlag van Canada                  |  |
| 11     | Grzegorz Filipowski   | Vlag van Polen                   |  |
| 12     | Fernand Fedronic      | Vlag van Frankrijk               |  |
| 13     | Mark Cockerell        | Vlag van Verenigde Staten        |  |
| 14     | Masaru Ogawa          | Vlag van Japan                   |  |
| 15     | Didier Monge          | Vlag van Frankrijk               |  |
| 16     | Petr Barna            | Vlag van Tsjechië                |  |
| 17     | Thomas Hlavik         | Vlag van Oostenrijk              |  |
| 18     | Alessandro Riccitelli | Vlag van Italië                  |  |
| 19     | Miljan Begovic        | Vlag van Joegoslavië (1943-1992) |  |
| 20     | Paul Robinson         | Vlag van Verenigd Koninkrijk     |  |
| 21     | Andras Szaraz         | Vlag van Hongarije               |  |
| 22     | Perry Meek            | Vlag van Australië               |  |
| 23     | Lars Dresler          | Vlag van Denemarken              |  |
| 24     | Fernando Soria        | Vlag van Spanje                  |  |
| 25     | Cho Hae-hyung         | Vlag van Zuid-Korea              |  |
| -      | Norbert Schramm       | Vlag van Duitsland               |  |

| Goud   | Katarina Witt      | Vlag van Duitse Democratische Republiek |  |
| Zilver | Anna Kondrashova   | Vlag van Sovjet-Unie                    |  |
| Brons  | Elaine Zayak       | Vlag van Verenigde Staten               |  |
| 4      | Kira Ivanova       | Vlag van Sovjet-Unie                    |  |
| 5      | Kay Thomson        | Vlag van Canada                         |  |
| 6      | Manuela Ruben      | Vlag van Duitsland                      |  |
| 7      | Midori Ito         | Vlag van Japan                          |  |
| 8      | Elizabeth Manley   | Vlag van Canada                         |  |
| 9      | Sanda Dubravcic    | Vlag van Joegoslavië (1943-1992)        |  |
| 10     | Sandra Cariboni    | Vlag van Zwitserland                    |  |
| 11     | Myriam Oberwiler   | Vlag van Zwitserland                    |  |
| 12     | Susan Jackson      | Vlag van Verenigd Koninkrijk            |  |
| 13     | Karin Telser       | Vlag van Italië                         |  |
| 14     | Constanze Gensel   | Vlag van Duitse Democratische Republiek |  |
| 15     | Katrien Pauwels    | Vlag van België                         |  |
| 16     | Parthena Sarafidis | Vlag van Oostenrijk                     |  |
| 17     | Catarina Lindgren  | Vlag van Zweden                         |  |
| 18     | Agnes Gosselin     | Vlag van Frankrijk                      |  |
| 19     | Elise Ahonen       | Vlag van Finland                        |  |
| 20     | Susanna Peltola    | Vlag van Finland                        |  |
| 21     | Tamara Teglassy    | Vlag van Hongarije                      |  |
| 22     | Diana Zovko        | Vlag van Australië                      |  |
| 23     | Kim Hyi-sung       | Vlag van Zuid-Korea                     |  |

### Paren / IJsdansen
| Goud   | Barbara Underhill Paul Martini  | Vlag van Canada                         |  |
| Zilver | Elena Valova Oleg Vasiliev      | Vlag van Sovjet-Unie                    |  |
| Brons  | Sabine Baess Tassilo Thierbach  | Vlag van Duitse Democratische Republiek |  |
| 4      | Larisa Seleznova Oleg Makarov   | Vlag van Sovjet-Unie                    |  |
| 5      | Katherina Matousek Lloyd Eisler | Vlag van Canada                         |  |
| 6      | Birgit Lorenz Knut Schubert     | Vlag van Duitse Democratische Republiek |  |
| 7      | Cynthia Coull Mark Rowsom       | Vlag van Canada                         |  |
| 8      | Veronika Pershina Marat Akbarov | Vlag van Sovjet-Unie                    |  |
| 9      | Babette Preussler Torsten Ohlow | Vlag van Duitse Democratische Republiek |  |
| 10     | Lea Ann Miller William Fauver   | Vlag van Verenigde Staten               |  |
| -      | Claudia Massari Leonardo Azzola | Vlag van Duitsland                      |  |
| -      | Jill Watson Burt Lancon         | Vlag van Verenigde Staten               |  |

| Goud   | Jayne Torvill Christopher Dean      | Vlag van Verenigd Koninkrijk |  |
| Zilver | Natalja Bestemjanova Andrej Boekin  | Vlag van Sovjet-Unie         |  |
| Brons  | Judy Blumberg Michael Seibert       | Vlag van Verenigde Staten    |  |
| 4      | Marina Klimova Sergei Ponomarenko   | Vlag van Sovjet-Unie         |  |
| 5      | Karen Barber Nicholas Slater        | Vlag van Verenigd Koninkrijk |  |
| 6      | Tracy Wilson Robert McCall          | Vlag van Canada              |  |
| 7      | Elena Batanova Alexei Soloviev      | Vlag van Sovjet-Unie         |  |
| 8      | Carol Fox Richard Dalley            | Vlag van Verenigde Staten    |  |
| 9      | Petra Born Rainer Schonborn         | Vlag van Duitsland           |  |
| 10     | Elisa Spitz Scott Gregory           | Vlag van Verenigde Staten    |  |
| 11     | Kelly Johnson John Thomas           | Vlag van Canada              |  |
| 12     | Wendy Sessions Stephen Williams     | Vlag van Verenigd Koninkrijk |  |
| 13     | Isabella Micheli Robert Pelizzola   | Vlag van Italië              |  |
| 14     | Marianne van Bommel Wayne Deweyert  | Vlag van Nederland           |  |
| 15     | Antonia Becherer Ferdinand Becherer | Vlag van Duitsland           |  |
| 16     | Kathrin Beck Christoff Beck         | Vlag van Oostenrijk          |  |
| 17     | Noriko Sato Tadayuki Takahashi      | Vlag van Japan               |  |
| 18     | Klara Engi Attila Toth              | Vlag van Hongarije           |  |
| 19     | Salome Brunner Markus Merz          | Vlag van Zwitserland         |  |
| 20     | Martine Olivier Philippe Boissier   | Vlag van Frankrijk           |  |
| 21     | Liane Telling Michael Fisher        | Vlag van Australië           |  |